# Akowa
Les Akowa (ou Akoa en mpongwè) sont un peuple pygmée présent au centre et au sud du Gabon. Ils seraient aussi appelés Babongos.